# Fulwell (Tyne and Wear)
Fulwell – dzielnica miasta Sunderland, w Anglii, w Tyne and Wear, w dystrykcie metropolitalnym Sunderland. W 2011 roku dzielnica liczyła 11 604 mieszkańców.